# Hanna Dyâb
Hanna Dyâb, aussi nommé Antoun Youssouf, chrétien syrien né à Alep en 1688, commence comme novice chez les moines libanais d'Alep. Au début du XVIIIe siècle, il  accompagne le voyageur français Paul Lucas dans un voyage initiatique qui le conduit d'Alep à Paris en 1708. À l'instar de Marco Polo et Ibn Battouta, il devient célèbre en racontant ses péripéties, 54 ans après être revenu au pays, dans un livre publié pour la première fois sous le titre « D'Alep à Paris, Les pérégrinations d'un jeune Syrien au temps de Louis XIV »..
Il est aussi à l'origine de plusieurs contes des Mille et Une Nuits traduits par l'orientaliste Antoine Galland, et serait lui-même pour certains, l’inspirateur du personnage d’Aladin. Mais il n’a jamais reçu de crédit pour son rôle, puisque tout le mérite sera attribué à Antoine Galland.

## Origine du récit
Le manuscrit unique de Hanna Dyâb est entré dans la Bibliothèque apostolique vaticane en 1928 avec la collection du prêtre aleppin Paul Sbath. Il est composé de 174 folios, soit 347 pages de 21 lignes serrées, mais il manque les cinq premiers folios. Ce manuscrit, rédigé par Hanna Dyâb en 1763, a été traduit de l'arabe syrien en français et annoté par Paule Fahmé-Thiéry, Bernard Heyberger et Jérôme Lentin, traduction parue en 2015 chez Actes Sud sous le titre D'Alep à Paris : Les pérégrinations d'un jeune Syrien au temps de Louis XIV.

## Biographie
Hanna Dyâb est membre d'une famille chrétienne maronite d'Alep né vers 1688. Il entre comme novice chez les moines libanais, ordre récemment fondé par des jeunes d'Alep, dans le mont Liban, au nord de Tripoli. Doutant de sa vocation, il rentre chez lui, et ne retrouvant pas son emploi chez le marchand marseillais Rémuzat, il décide de repartir. Il vit avec deux frères ainés, Abdallâh et Antoûn, et sa mère au moment où il entreprend son voyage, comme il le dit dans son manuscrit.
C'est alors qu'il fait la connaissance du voyageur Paul Lucas qui lui propose de l'accompagner dans son voyage commandé par Louis XIV. D'octobre 1704 à septembre 1708, son parcours le conduit à Beyrouth, à Saïda, à Chypre, en Égypte, dans les régences de Tripoli et de Tunis, à Livourne, à Gênes, en Corse, à Marseille et à Paris. Alors que l’alliance franco-ottomane a été relancée par Louis XIV, la mode à Versailles est aux « turqueries », et l'arrivée d'Hanna Dyâb à la cour du roi attire beaucoup d’enthousiasme et de curiosité. Le retour sans Lucas passe par Marseille, Smyrne, Constantinople puis Alep où il retrouve en 1710 une occupation de marchand drapier dans une boutique du souk sous la conduite d'un oncle maternel.
Il se marie en 1717. En 1740, d'après un recensement des maronites d'Alep, son ménage compte douze personnes. D'après une note en bas de page de son manuscrit, le récit est entré en la possession de son petit fils Jibrâ'îl Dyâb, lui-même fils de Didkûz Dyâb.
Il écrit le récit de son voyage en 1766 alors qu'il a soixante quinze ans comme il le dit dans son manuscrit.

## Contenu du récit
Son récit relate rencontres et conversations, déplacements en caravane, tempêtes et attaques de corsaires en mer, dans un style vivant et dans un langage non littéraire. Il décrit précisément l'horloge astronomique de la cathédrale Saint-Jean à Lyon, la vie sur les galères, le grand hiver de 1709, le supplice de la roue ou encore une représentation d'Atys de Lully à l'Opéra.
Il raconte qu'il accompagna Paul Lucas à son arrivée à Paris chez un ministre de Louis XIV, Pontchartrain, puis présenté en costume oriental à la cour royale, ce qui lui permet de décrire le monde méditerranéen et la vie au temps de Louis XIV vu par un simple conteur et voyageur oriental. Son récit relate la liaison de Louis XIV avec Madame de Maintenon en le mettant dans la bouche de Paul Lucas. Il relate ensuite la révocation de l'édit de Nantes et la répression des protestants.
Quand Paul Lucas le présente à l'orientaliste Antoine Galland, Hanna Dyâb raconte avoir rencontré un vieil homme chargé de la bibliothèque des livres arabes qui traduisait le livre de contes des Mille et Une Nuits. « Cet homme recourait à mon aide sur certains points qu'il ne comprenait pas et que je lui expliquais. Il manquait au livre qu'il traduisait quelques nuits, et je lui racontai les histoires que je connaissais. Il put compléter son livre avec ces contes, et fut fort content de moi ». Bien que la postérité n'ait pas retenu son nom, on doit à Hanna Dyâb rien moins que les contes universellement célèbres, d'Aladin ou la Lampe merveilleuse et d'Ali Baba et les Quarante Voleurs.

## Similitudes avec le personnage d'Aladin
Des similitudes étonnantes sont trouvées par des historiens dans le parcours d'Hanna Dyâb et du personnage de conte Aladin . Hanna Dyâb devient très jeune orphelin de père, traverse une crise, et rencontre à ce moment précis une sorte de « tuteur » étranger (Paul Lucas), qu’il sait roublard et dont il se méfie. Dans le cas d'Aladin, c’est un « oncle » qui s’avère être un manipulateur, qui lui demande d’explorer une caverne pour en retirer une lampe, tandis qu'à la sortie d’Alep, près de Keftine, Paul Lucas le fait descendre dans un caveau recouvert d’un rocher, d’où il sort... une lampe ! 